# Universitat Estatal Morgan
La Universitat Estatal Morgan: (en anglès Morgan State University), és una universitat per a ciutadans afroamericans nord-americans, i està situada a la ciutat de Baltimore, en l'estat de Maryland, als Estats Units d'Amèrica. Morgan és una universitat urbana de l'estat de Maryland i ha estat designada com la major universitat històrica per als ciutadans afroamericans de Maryland. L'any 1890, la universitat, que anteriorment fou coneguda com a Institut Bíblic Centenari, va canviar el seu nom a Facultat Morgan en honor del Reverend Lyttleton Morgan, el primer catedràtic a donar terres a la facultat.
La Universitat de Morgan és membre del Fons Universitari Thurgood Marshall. Encara que és una universitat pública, no és part del Sistema Universitari de Maryland; la facultat va optar per no pertànyer al sistema, i posseeix el seu propi govern amb un Comitè de Regentis. La Universitat Estatal de Morgan va ser fundada en 1867 en el seminari metodista episcopal com a Institut Bíblic Centenari per educar als joves en la religió. Al moment de la seva mort, Thomas Kelso, cofundador i president del comitè de directors, va llegar el seu patrimoni a la facultat.